# 수건돌리기
수건돌리기는 수건을 이용한 실내 또는 실외에서 즐기는 놀이이다.

## 개요

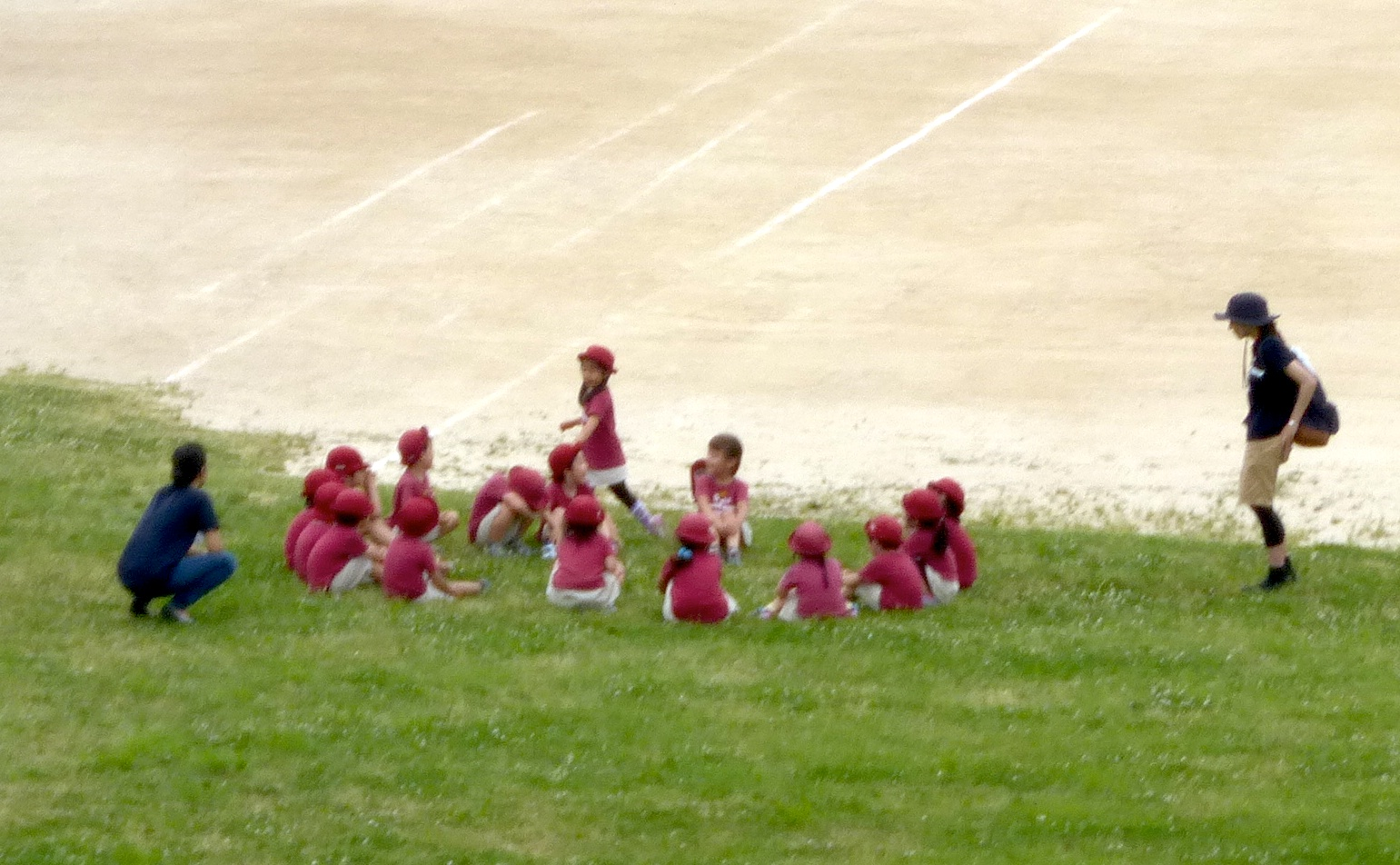
수건돌리기를 하는 일본의 아이들

참가하는 사람은 술래와 그 이외로 나누어진다. 술래 이외의 사람들은 원으로 둘러앉으며 술래는 수건을 가지고 그 가장자리 주위를 돈다. 술래는 아무도 모르게 한 사람에게 수건을 놓으며 수건이 놓여진 사람은 술래가 한 바퀴를 돌고 자신의 자리로 돌아오기 전에 술래를 쫓아가 잡아야한다. 술래가 수건을 놓은 후 따라잡히지 않고 수건을 놓은 사람의 자리에 들어가 앉으면 술래가 이기며 술래가 바뀐다. 따라잡힌 경우에는 다시 술래가 된다.
또, 술래가 한 바퀴 돌고 올 때까지 수건을 눈치 못 차리게 술래에게 터치된 사람은 원 가운데에 앉게 되며 놀이에 참가 못하는 규칙도 있다.

## 같이 보기
- 가고메카고메
- 의자앉기 게임
- 덕덕고